# 太田雅美
太田 雅美（おおた まさみ、1973年6月16日 - ）は、佐賀県出身の競艇選手である。登録番号3650。身長156cm。血液型A型。72期。佐賀支部所属。同期に井上恵一、石田政吾、淺田千亜希らがいる。

## 来歴
- 1993年5月、デビュー。
- 2001年1月22日、芦屋競艇場での「西スポ杯争奪　全日本オール女子選手権競走」で初優勝。
- 2002年2月26日、徳山競艇場での「G1第15回JAL女子王座決定戦競走」にG1初出場。
- 2004年3月3日、多摩川競艇場での「G1第17回JAL女子王座決定戦競走」2日目1RでG1初勝利[1]。
- 2010年2月7日、琵琶湖競艇場での「オール女子戦　アクアンビューティー選手権」で優勝（通算2回目）。

## 戦績
- 出走回数：3566回
- 1着回数：547回
- 優出回数：24回
- 優勝回数：2回
- フライング(F)回数：29回
- 出遅れ(L)回数：1回
- 通算勝率：4.52
- 2連対率：28.97
- 3連対率：41.42
- 生涯獲得賞金：234,636,744円